# Milo Yiannopoulos
Pour les articles homonymes, voir Yiannopoulos.
Milo Yiannopoulos (/jəˈnɒpələs/, grec moderne : Μίλων Γιαννόπουλος), de son vrai nom Milo Hanrahan, occasionnellement connu sous son nom de plume Milo Andreas Wagner, né le 18 octobre 1984 à Chatham (Kent), est un journaliste, éditorialiste, entrepreneur et polémiste d'extrême droite britannique. Il est le fondateur de The Kernel, un magazine en ligne sur les nouvelles technologies qu'il vend au Daily Dot en 2014. Il gagne en notoriété après ses passages dans les médias et son rôle de commentateur sur la controverse du Gamergate.
Ancien éditeur pour Breitbart News, Milo Yiannopoulos est classé à deux reprises parmi les 100 personnes les plus influentes de l'économie numérique britannique par le magazine américain Wired. Il dénonce notamment l'islam, le féminisme et le politiquement correct dans ses tribunes.

## Famille
Le beau-père de Milo Yiannopoulos est architecte. D'après le magazine américain Tablet, il a des origines juives du côté de sa mère et grecques du côté de son père.

## Études
Yiannopoulos a étudié à l'université de Manchester mais abandonne sans obtenir de diplôme. Il a ensuite étudié au collège Wolfson de Cambridge, où il a commencé l'étude de la littérature anglaise, qu'il a abandonnée après deux ans,.

## Breitbart
Il était l'un des contributeurs du site web d'actualité américain Breitbart News, une figure de la droite alternative américaine et un grand soutien de Donald Trump. En février 2017, il est rattrapé par un ancien podcast dans lequel il tient des propos sur la sexualité jugés par certains comme défendant la pédophilie. Il donne sa démission le 21 février 2017.

## Controverses

### Twitter
Sous le pseudonyme de « Nero », (référence à l'empereur romain Néron) Yiannopoulos se fait connaître par ses remarques politiques sur les réseaux sociaux, dont Twitter. Il se fait certifier son compte Twitter, avant que le réseau social ne lui retire sa certification.
En juillet 2016, Yiannopoulos caractérise le remake du film SOS Fantômes comme un film « destiné à aider les femmes entre deux âges solitaires à mieux supporter le fait d'avoir été laissées en plan ». Après la sortie du film, des trolls s'en prennent sur Twitter à l'actrice afro-américaine Leslie Jones avec des insultes racistes et des commentaires intolérants. Yiannopoulos rédige trois tweets publics au sujet de Jones dans lesquels il déclare : « SOS Fantôme  recueille tellement peu de succès qu'ils ont envoyé Leslie Jones jouer les victimes sur Twitter », avant de décrire la réponse qu'elle lui adresse comme « quasiment illettrée » et de l'appeler un « mec noir »,,.  De nombreux médias ont décrit les tweets de Yiannopoulos comme des encouragements au harcèlement de Jones,. Yiannopoulos est ensuite banni à titre permanent de Twitter, pour ce que la société décrit comme « inciter ou s'engager dans le harcèlement ciblé de tiers »,,.
Yiannopoulos affirme qu'il a été banni à cause de ses convictions conservatrices. Après son bannissement de Twitter, le hashtag #FreeMilo (#LibérezMilo en français) commence à obtenir du succès sur le site auprès de ceux qui s'opposent à la décision prise par Twitter. 
Dans une interview donnée à l'occasion de la convention nationale du parti républicain de 2016, il remercie Twitter pour l'avoir banni en faisant valoir qu'il pensait que cela avait renforcé sa célébrité.

### Tuerie de Christchurch
Le ministère de l'Intérieur australien décide de faire annuler les conférences que Milo Yiannopoulos devait donner dans le pays à la suite de ses commentaires controversé au sujet des attentats de Christchurch. Il avait notamment affirmé que les attentats s'étaient produits en raison de la tolérance des autorités vis-à-vis du « gauchisme extrémiste » et des « cultures religieuses barbares », poussant les gens à se radicaliser.

## Publications
- (en) Dangerous, Miami, Dangerous Books (autopublié), 2017, 285 p.  (ISBN 978-0-692-89344-9).
- (en) Diabolical: How Pope Francis Has Betrayed Clerical Abuse Victims Like Me—And Why He Has to Go, New York, Bombardier Books, 2018, 155 p.  (ISBN 978-1-64293-163-1).